# Limonia vibhishana
Limonia vibhishana är en tvåvingeart som beskrevs av Alexander 1965. Limonia vibhishana ingår i släktet Limonia och familjen småharkrankar.
Artens utbredningsområde är Sri Lanka. Inga underarter finns listade i Catalogue of Life.